# Långsjön (Överluleå socken, Norrbotten, 732566-176330)
Långsjön är en sjö i Bodens kommun i Norrbotten och ingår i Luleälvens huvudavrinningsområde. Sjön har en area på 1,23 kvadratkilometer och ligger 71 meter över havet. Sjön avvattnas av vattendraget Långsjöbäcken.

## Delavrinningsområde
Långsjön ingår i det delavrinningsområde (732541-176130) som SMHI kallar för Utloppet av Långsjön. Medelhöjden är 117 meter över havet och ytan är 8,33 kvadratkilometer. Det finns inga avrinningsområden uppströms utan avrinningsområdet är högsta punkten. Långsjöbäcken som avvattnar avrinningsområdet har biflödesordning 3, vilket innebär att vattnet flödar genom totalt 3 vattendrag innan det når havet efter 49 kilometer. Avrinningsområdet består mestadels av skog (75 procent). Avrinningsområdet har 1,23 kvadratkilometer vattenytor vilket ger det en sjöprocent på 14,7 procent.